# 대구보건대학교병원
대구보건대학교병원(大邱保健大學校病院, Daegu Health College Hospital)은 대구광역시 북구에 설치된 병원이다.
대구보건대학교와 운영 상 직접적인 영향 관계는 없으나, 학교를 운영하는 학교법인 배영학숙이 설립하여 운영하는 병원으로, 대구광역시 재활의료기관으로 지정되어 있다.

## 진료 과목
- 내과
- 정형외과
- 영상의학과
- 재활의학과
- 가정의학과
- 치과